# Erich Hagen
Erich Hagen (Lipsia, 11 dicembre 1936 – Lipsia, 26 maggio 1978) è stato un ciclista su strada tedesco.

## Palmarès

### Olimpiadi
- 1 medaglia[1]:
  - 1 argento (Roma 1960 nella corsa a cronometro a squadre)